# The Last Sunset
The Last Sunset is een Amerikaanse western uit 1961 onder regie van Robert Aldrich. Destijds werd de film in Nederland uitgebracht onder de titel Drijfzand der begeerte.

## Verhaal
John Breckenbridge reist met zijn vrouw Belle en zijn dochter Missy door het Wilde Westen. Hij neemt Dana Stribling en Bren O'Malley in dienst om zijn gezin te beschermen. Bren wil zijn jeugdliefde Belle voor zich interesseren, maar zij heeft haar oog laten vallen op Dana. Bren wordt uiteindelijk verliefd op de dochter van Belle. Wanneer hij erachter komt dat zij eigenlijk zijn eigen dochter is, pleegt hij zelfmoord door zich door Dana te laten neerschieten. John is onderweg afgemaakt door kameraden. Niets staat het geluk van Dana en Belle nog in de weg.

## Rolverdeling
| Acteur             | Personage          |
| ------------------ | ------------------ |
| Rock Hudson        | Dana Stribling     |
| Kirk Douglas       | Bren O'Malley      |
| Dorothy Malone     | Belle Breckenridge |
| Joseph Cotten      | John Breckenridge  |
| Carol Lynley       | Missy Breckenridge |
| Neville Brand      | Frank Hobbs        |
| Regis Toomey       | Milton Wing        |
| James Westmoreland | Julesburg Kid      |
| Adam Williams      | Calverton          |
| Jack Elam          | Ed Hobbs           |
| John Shay          | Bowman             |